# Rasburicase

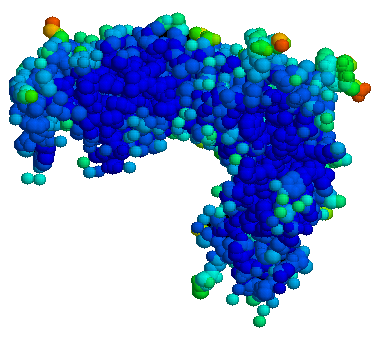

Rasburicase (nomi commerciali Elitek negli Stati Uniti e Fasturtec nell'UE) è un farmaco che aiuta a eliminare l'acido urico dal sangue. È una versione ricombinante dell'urato ossidasi, un enzima che metabolizza l'acido urico in allantoina. L'urato ossidasi è presente in molti mammiferi ma non negli esseri umani. Rasburicase è prodotto da un ceppo geneticamente modificato di Saccharomyces cerevisiae in cui il DNA complementare (cDNA) che codifica per rasburicase è stato clonato da un ceppo di Aspergillus flavus.
Rasburicase (UniProt Q00511) è una proteina tetramerica con subunità identiche. Ciascuna subunità è costituita da una singola catena polipeptidica di 301 aminoacidi con una massa molecolare di circa 34 kDa. Il prodotto farmaceutico è una polvere liofilizzata sterile, di colore da bianco a biancastro, destinata alla somministrazione endovenosa dopo ricostituzione con un diluente.
È nell'elenco dei farmaci essenziali dell'Organizzazione mondiale della sanità.

## Indicazioni
Rasburicase è approvato per l'uso dall'agenzia europea per i medicinali per la profilassi e il trattamento della sindrome da lisi tumorale (TLS) nelle persone che ricevono chemioterapia per tumori ematologici come leucemie e linfomi . Tuttavia, al 2017 non è chiaro se il trattamento si traduca in benefici importanti come la diminuzione di complicanze renali o la riduzione del rischio di morte.
È in fase di studio per il trattamento iperuricemia secondaria ad altre cause. Ad esempio, è stato utilizzato per l'iperuricemia nella gotta, in altre condizioni reumatologiche e nella rabdomiolisi con insufficienza renale.

### Controindicazioni
L'uso di rasburicase è controindicato nei pazienti con deficit di G6PDH e altri disordini cellulari conosciuti come causa di anemia emolitica.
Il perossido di idrogeno è un sottoprodotto della conversione di acido urico ad allantoina. Per prevenire una possibile anemia emolitica indotta da perossido di idrogeno, rasburicase è controindicato in pazienti con questi disordini.

## Effetti collaterali
La somministrazione di rasburicase può causare anafilassi (incidenza sconosciuta); la metaemoglobinemia può verificarsi in individui sensibili come quelli con deficit di G6PDH a causa della produzione di perossido di idrogeno nella reazione dell'urato ossidasi.

## Farmacologia

### Meccanismo di azione
Negli esseri umani, l'acido urico è la fase finale nella via catabolica delle purine. Rasburicase catalizza l'ossidazione enzimatica dell'acido urico scarsamente solubile in un metabolita inattivo e più solubile allantoina con anidride carbonica e perossido di idrogeno come sottoprodotti nella reazione chimica.

### Farmacodinamica
La misurazione dell'acido urico plasmatico è stata utilizzata per valutare l'efficacia di rasburicase negli studi clinici. Dopo la somministrazione di 0,15 o 0,20 mg/kg di rasburicase al giorno per un massimo di 5 giorni, i livelli plasmatici di acido urico sono diminuiti entro 4 ore e si sono mantenuti al di sotto di 7,5 mg/dL nel 98% dei pazienti adulti e nel 90% dei pazienti pediatrici per almeno 7 giorni. Non c’è stata evidenza di un effetto dose-risposta sul controllo dell’acido urico per dosi comprese tra 0,15 e 0,20 mg/kg di rasburicase.

### Farmacocinetica
Dopo infusione di rasburicase alla dose di 0,20 mg/kg/die, lo steady state viene raggiunto al giorno 2 - 3. Si è osservato un accumulo minimo di rasburicase(<1,3 volte) tra il giorno 1 e il giorno 5 della terapia. Il volume medio di distribuzione è stato 110 - 127 ml/kg nei pazienti pediatrici e da 75,8 a 138 ml/kg negli adulti, rispettivamente, dato comparabile al volume vascolare fisiologico. Rasburicase è una proteina e quindi: 1) non dovrebbe legarsi a proteine; 2) la degradazione metabolica dovrebbe seguire la via di altre proteine, per esempio idrolisi peptidica; 3) è improbabile che sia un candidato nelle interazioni tra farmaci. La clearance di rasburicase è stata di circa 3,5 ml/h/kg. L’emivita terminale media è risultata simile nei pazienti pediatrici ed adulti ed era compresa tra 15,7 e 22,5 ore. La clearance aumenta (circa 35%) nei bambini e negli adolescenti rispetto agli adulti, dando luogo a una esposizione sistemica più bassa. L’eliminazione renale è considerata una via minore per la clearance di rasburicase.

## Economia
Rasburicase è molto più costoso del trattamento convenzionale con allopurinolo per ridurre l'acido urico nella gotta tofacea.